# Aeroport d'Auckland
L'Aeroport d'Auckland (anteriorment conegut com a Aeroport Internacional d'Auckland) (codi IATA: AKL, codi OACI: NZAA) és l'aeroport més gran i més transitat de Nova Zelanda amb 14.006.122 (7.769.207 internacionals i 6.236.915 de domèstics) del 2011. L'aeroport es troba prop de Mangere, un suburbi residencial, i Airport Oaks, un suburbi que proporciona serveis a 21 km al sud del centre de la ciutat d'Auckland. És la base d'operacions de la companyia Air New Zealand, un centre de control a Nova Zelanda de Virgin Australia i lloc principal de Jetstar Airways.
L'aeroport és una de les infraestructures més importants per a Nova Zelanda, proveint milers de feines per la regió, i és el segon 'port' de càrrega més gran del país, contribuint 14 bilions de dòlars a l'economia, i subministra queviures per més de quatre milions de visitants anuals, resultant en un 70% compartit dels viatgers internacionals de Nova Zelanda.